# Palais du Gouverneur (Parme)
Le Palais du Gouverneur (en italien : palazzo del Governatore) est un bâtiment baroque et néoclassique, occupant tout le côté nord de la Piazza Garibaldi dans le centre de Parme.

## Histoire
Le palais a été construit à l'origine sur le côté nord de la Piazza Nuova (aujourd'hui Piazza Garibaldi) entre 1283 et 1285, sous le nom de Palazzo dei Mercanti, à la suite de la démolition des maisons existantes. De style roman tardif, il se composait de deux bâtiments distincts, séparés au centre par l'étroit Borgo di San Marco, aujourd'hui disparu. Entièrement recouvert de briques, il s'élevait sur un portique au rez-de-chaussée et se caractérisait au premier étage par deux ordres de fenêtres à meneaux ; la façade était couronnée d'un merlon au sommet.
Ayant perdu ses fonctions mercantiles d'origine, le bâtiment devint bientôt le siège du Capitaine de la ville et, par la suite, du Gouverneur, de l'auditeur civil et d'autres magistrats municipaux ; cependant, il a gardé sa structure architecturale inchangée pendant des siècles.
À la suite de l'effondrement de la très haute tour civique le 27 janvier 1606, qui provoqua également la destruction du Palazzo del Comune, il fallut rénover le palais du gouverneur, qui fut unifié en fermant le Borgo di San Marco avec une voûte ; sur ce dernier en 1673, une tour a été érigée sur un projet de l'ingénieur de Plaisance Gian Battista Barattieri, qui assumait les anciennes fonctions de la tour civique détruite, dont elle a conservé l'ancienne cloche, datant de 1453, conservée intacte au fil des siècles jusqu'à ce qu'elle soit remplacée par une copie en 1998.
En 1760, l'architecte de cour Ennemond Alexandre Petitot se voit confier le réaménagement de la place ; le palais du Gouverneur a ainsi été rénové dans des formes néoclassiques élégantes, avec l'insertion des éléments décoratifs typiques ; la niche centrale a également été percée pour abriter la statue de la Vierge couronnée, sculptée par Jean Baptiste Boudard.
En 1829, la duchesse Marie-Louise d'Autriche chargea Lorenzo Ferrari et Luigi Pazzoni de construire les grands cadrans solaires de la façade.
Dans les années 1920, l'intérieur et l'arrière du bâtiment ont subi une importante intervention de restructuration dans le style rationaliste, qui n'a conservé qu'une partie des anciennes décorations intérieures.
L'ensemble du bâtiment, abritant quelques bureaux municipaux jusqu'à la fin du XXe siècle, a subi une restauration complète entre 2000 et 2009, qui l'a transformé en l'actuel Lieu d'Art Moderne et Contemporain : inauguré en janvier 2010 avec l'exposition Nove100, il accueille des expositions temporaires d'art principalement contemporain.
Dans le mur du bâtiment, près de l'angle entre la Piazza Garibaldi et la Strada Cavour, la « brique de Parme », une ancienne unité de mesure des bâtisseurs de Parme, y est encore incrustée aujourd'hui.

Vues de la façade.
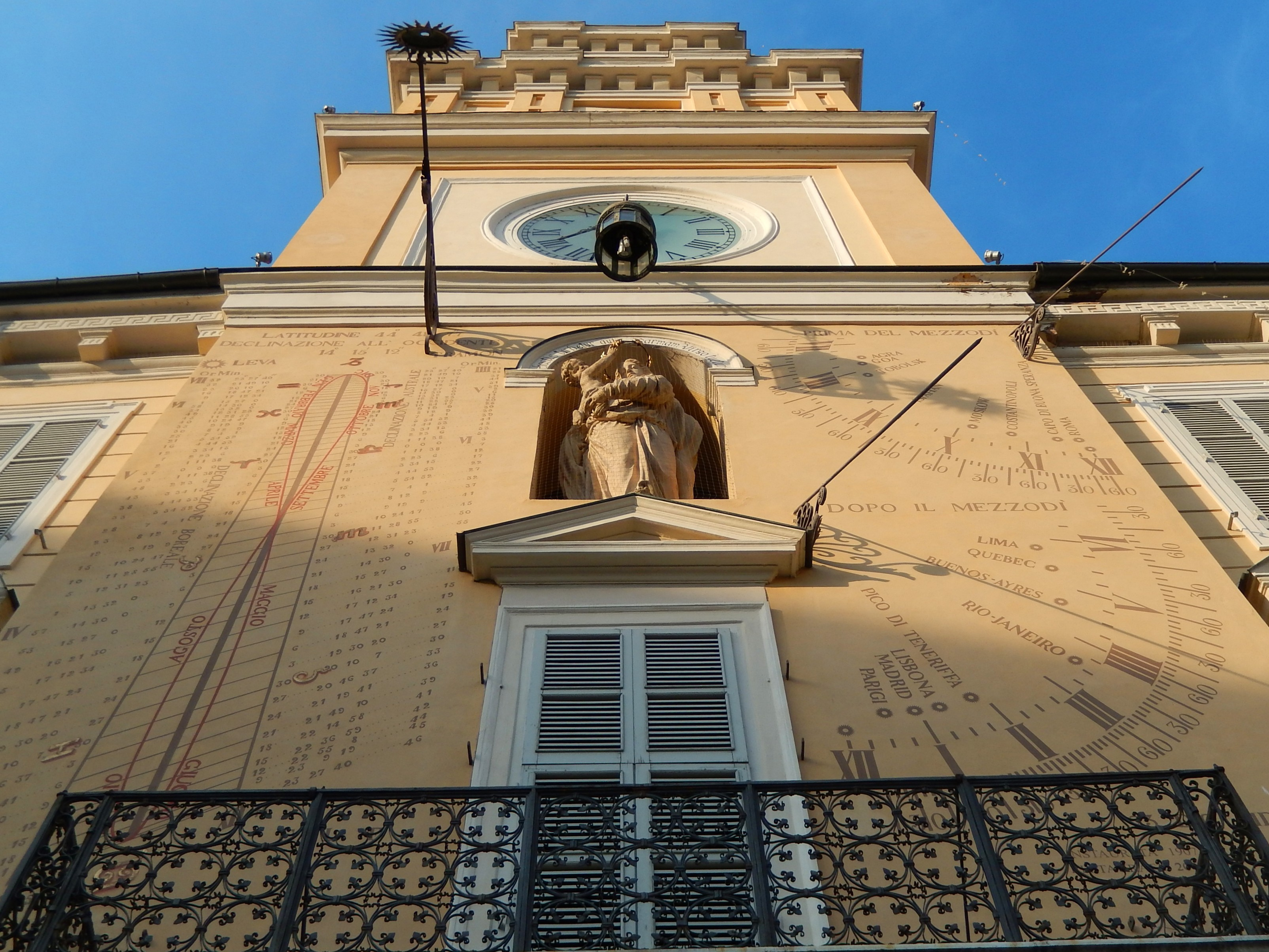
La haute tour centrale vue de sa base.
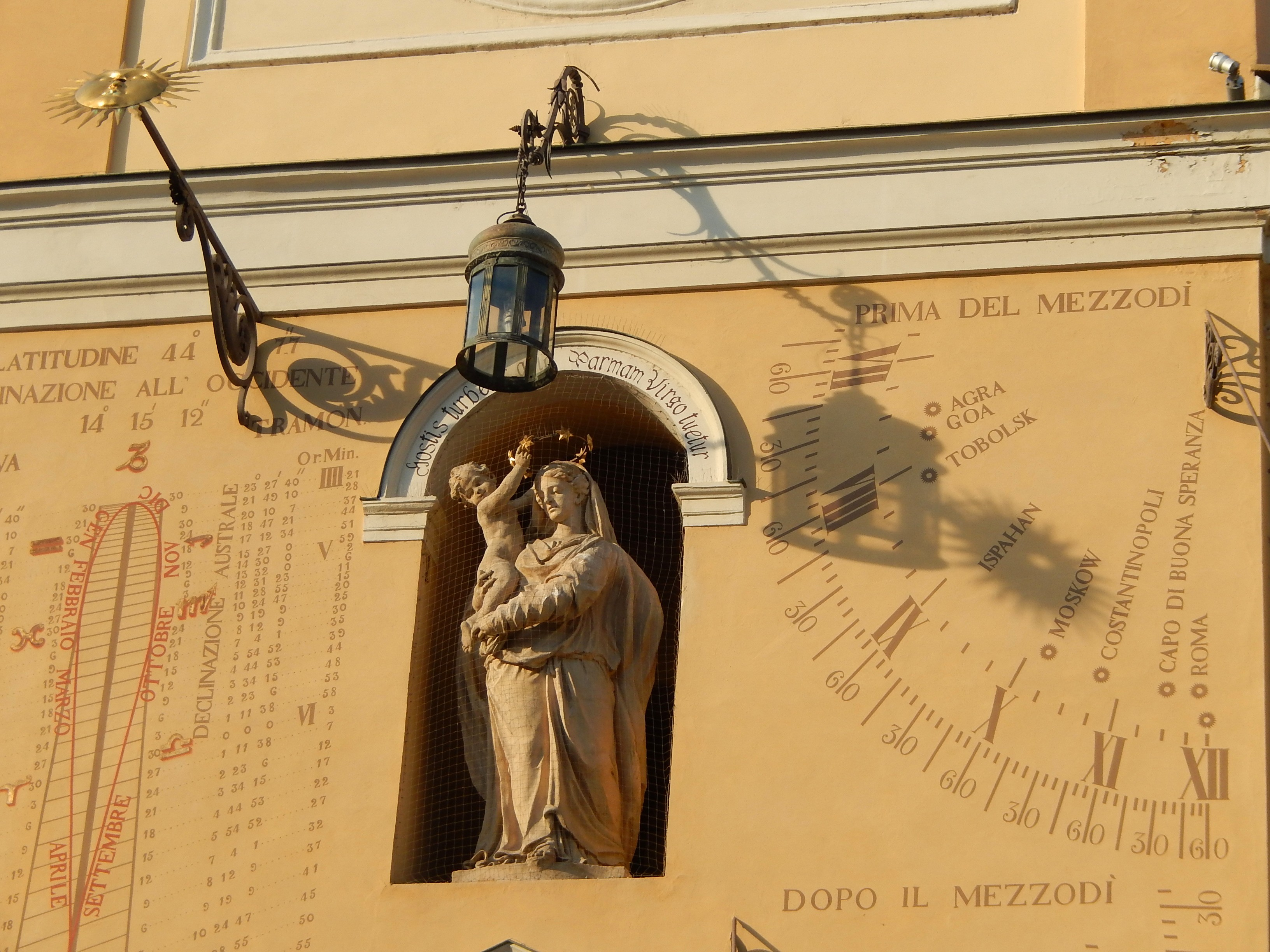
La statue de la Vierge Couronnée et les cadrans solaires.